# Drahasymów
Drahasymów (ukr. Драгасимів) – wieś na Ukrainie w rejonie śniatyńskim obwodu iwanofrankowskiego.
W okresie międzywojennym w miejscowości stacjonowała placówka Straży Celnej „Drahasymów”.